# Émile Kraeutler
Émile Kraeutler, né le 3 juin 1866 à Metz, est un ancien pilote automobile d'Alsace, franco-germanique, mort à une date inconnue.

## Biographie
De profession représentant, il était membre du Touring club de France et domicilié à Mulhouse (ville de l'empire allemand, durant son activité en sport automobile).
Le 22 juillet 1894, Kraeutler a participé à la première course de voitures sans chevaux de Paris à Rouen. Il conduisait une Peugeot Type 5 avec un moteur Daimler et portait le numéro de départ 31. Après 7 heures, 46 minutes et 30 secondes, il a atteint la sixième place à l'arrivée. Du 7 au 13 juillet 1898, il a participé à la course Paris–Amsterdam–Paris. Dans le classement final, il a terminé huitième avec un temps de 38 heures, 26 minutes et 55 secondes. Le 20 mai 1900, Kraeutler a participé à la course de côte de Vif à Monestier-de-Clermont. Il a remporté cette course. Lors de la première course de Paris à Berlin du 27 au 29 juin 1901, Kraeutler a pu atteindre l'arrivée, mais avec un temps de conduite de plus de 24 heures, il n'a atteint que la 30e place. Le 20 juillet 1902, il a disputé sa dernière course connue. Il a terminé sixième dans la course de côte de Laffrey dans la catégorie voiture légère et neuvième dans le classement général.
Il participa à des courses entre 1894 (dès la première compétition automobile de l'histoire, le Paris-Rouen) et 1901.

## Palmarès
(essentiellement sur véhicules Peugeot)
- Lille–Calais–Lille, en 1898;
- Berlin–Aix-la-Chapelle (Aachen), en 1900 (seule course obtenue sur Benz, catégorie voitures, vainqueur de la catégorie tricycles l'Allemand Gleize, sur Cudell[7]);
- Course de côte de Laffrey (près de Grenoble, 1re édition), en 1901[8];
- Course de côte Vif - Monestier-de-Clermont[9];
  - 5e de Paris-Rouen, en 1894 (concurrent no 31, sur un break 3 hp à pétrole -voir photographie-)[10];
  - 8e de Paris-Amsterdam-Paris, en 1898;
  - participation à Paris-Berlin, en 1901 (30e)
  - 9e de Course de côte de Laffrey, en 1902[6]